# بروس مارشال
بروس مارشال (بالإنجليزية: Bruce Marshall)‏ هو لاعب هوكي الجليد أمريكي، ولد في 23 يوليو 1962 في West Boylston, Massachusetts ‏ في الولايات المتحدة، وتوفي في 15 أكتوبر 2016.